# Canthylidia puncticulata
Canthylidia puncticulata là một loài bướm đêm trong họ Noctuidae.